# Eustrephus latifolius
Eustrephus latifolius là một loài thực vật có hoa trong họ Măng tây. Loài này được R.Br. mô tả khoa học đầu tiên năm 1809.

## Hình ảnh

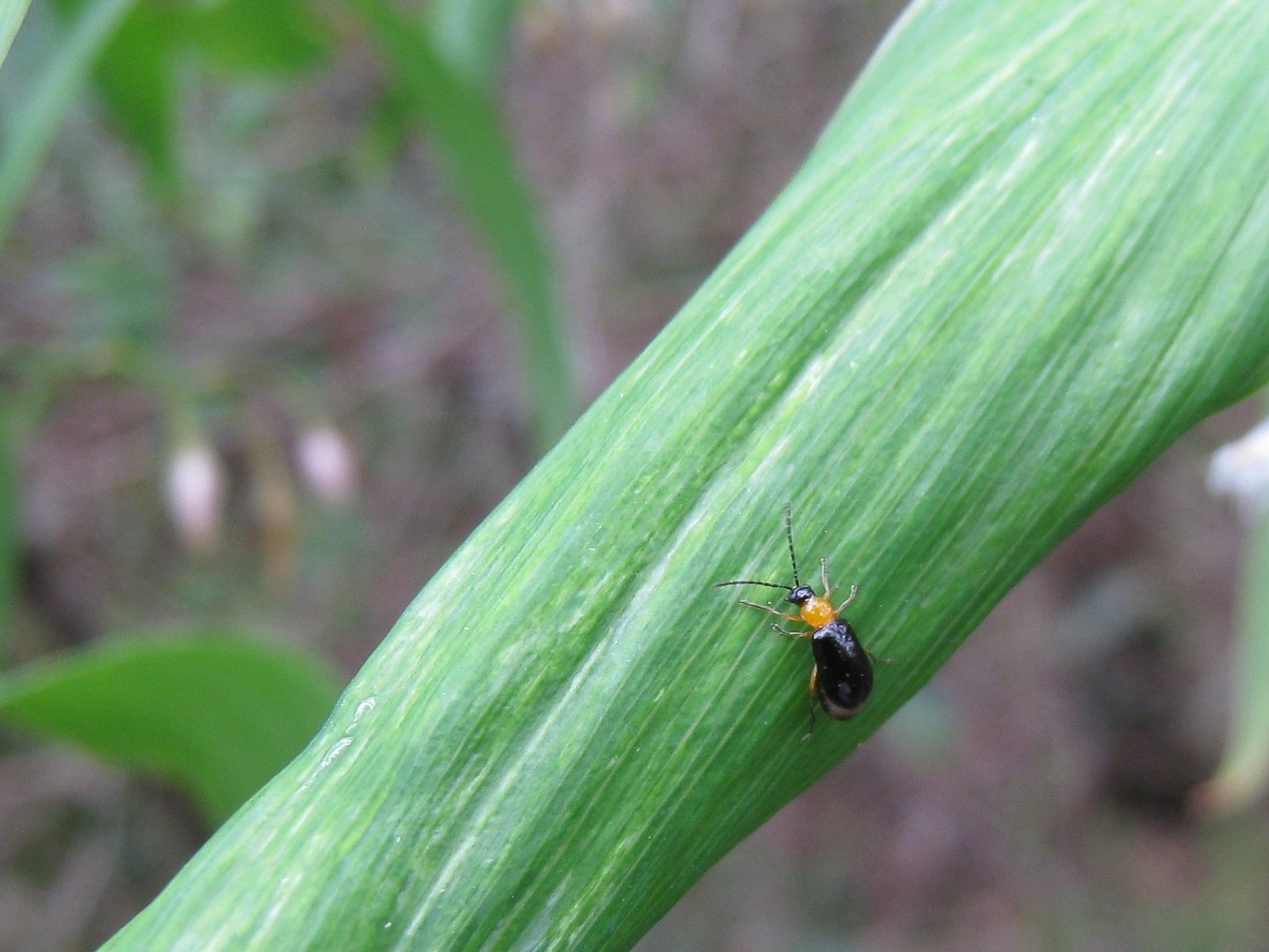
Thân
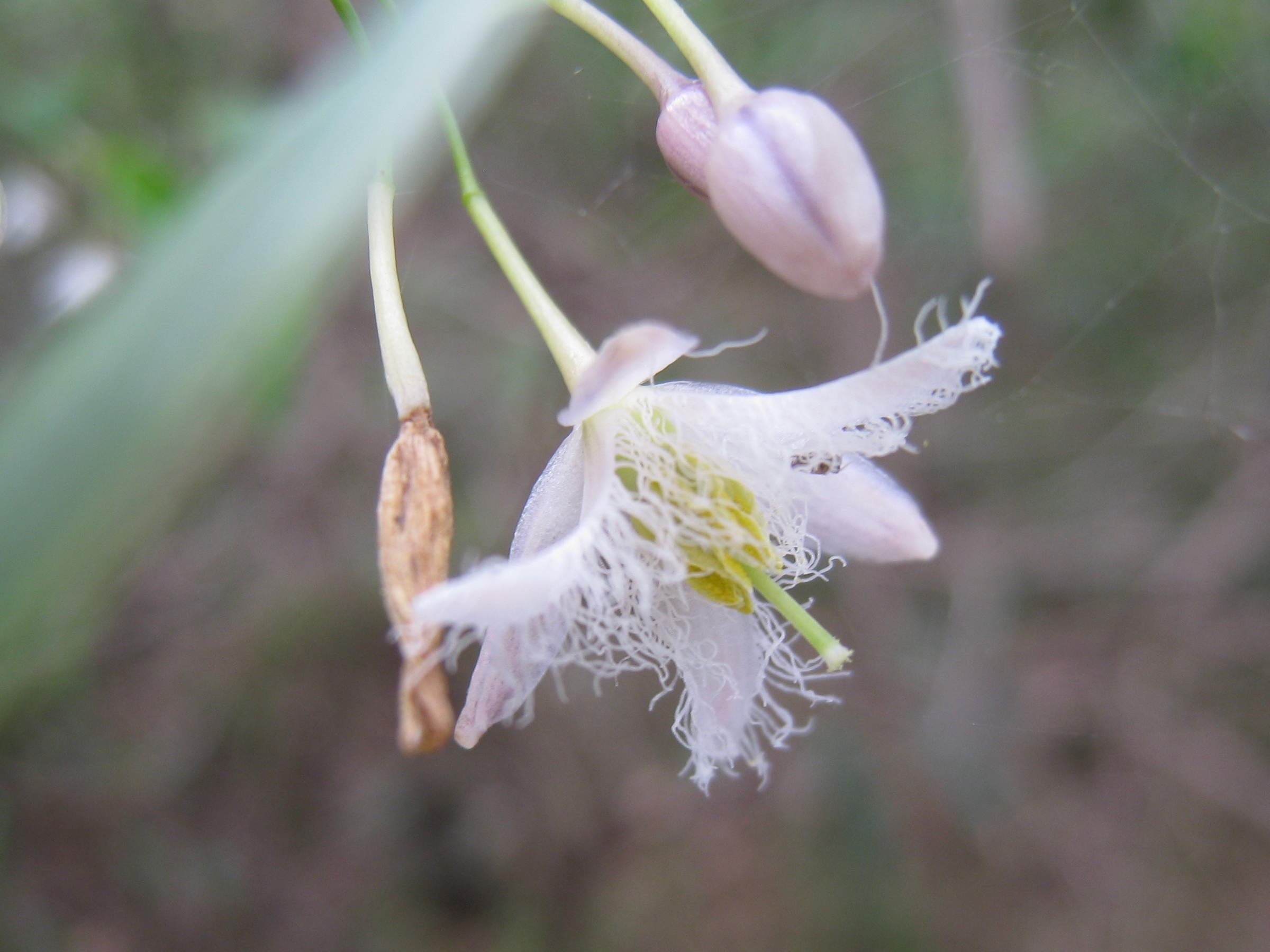
Hoa
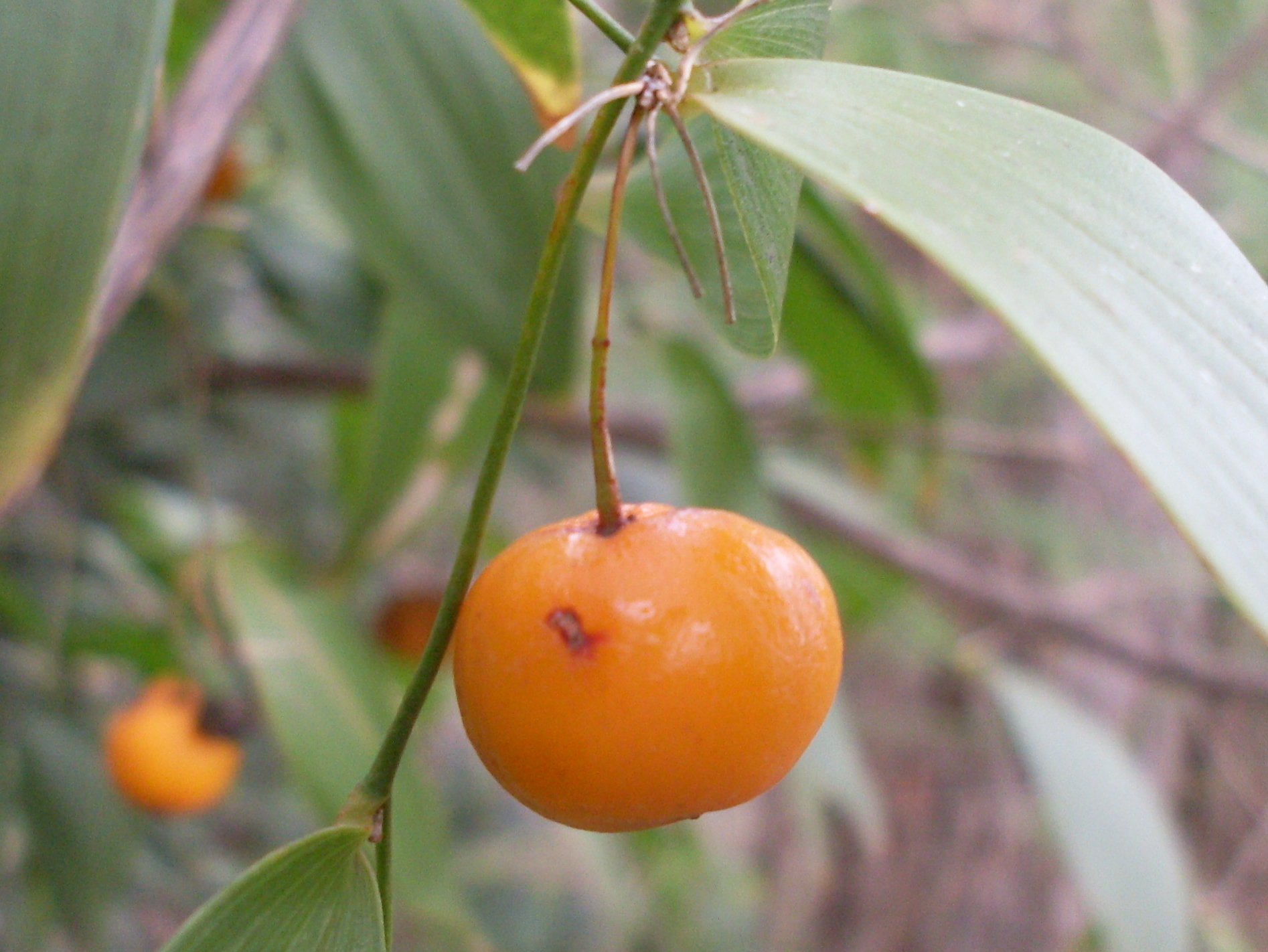
Quả